# Musée Suisse d’Architecture
Le Musée Suisse d’Architecture (Schweizerisches Architekturmuseum (S AM) en allemand, Museo svizzero di architettura en italien), fondé en 1984 à Bâle en Suisse, est un espace consacré à des expositions temporaires dédiées aux thèmes actuels et controversés du discours international sur l’architecture et l’urbanisme.
Le musée produit des publications sur les thèmes de ses expositions, et chacune de ces dernières est accompagnée de manifestations spécifiques.

## Historique
L'« Architekturmuseum AM » a été créé en tant que fondation en 1984. Il occupait à l'origine quatre étages de la Domus-Haus, construite en 1958 par le cabinet d'architectes Rasser et Vadi, qui est l'un des rares exemples d'architecture moderne des années 1950 à Bâle. En 2004, le musée a déménagé à la Kunsthalle de Bâle. Par la suite, en 2006, le « Architekturmuseum AM » a été rebaptisé « S AM Schweizerisches Architekturmuseum ».

## Directeurs
- Ulrike Jehle Schulte-Strathaus (Fondatrice, jusqu'à 2006)
- Francesca Ferguson (2006 à 2009)
- Hubertus Adam (2013 à 2015)
- Andreas Ruby (depuis 2016)

## Expositions
Depuis sa création, le musée a réalisé environ 150 expositions et d'innombrables manifestations d'accompagnement sous forme de conférences, de cycles de discussion, de causeries, d'ateliers, de visites guidées et de nombreuses publications accompagnant les expositions. Titres suivants en langue allemande :
- 2020 : Basel 2050
- 2019 : Unterm
- 2018 : Dichtelust – Formen des urbanen Zusammenlebens in der Schweiz
- 2017 : Bengal Stream
- 2017 : Schweizweit
- 2015 : Bernhard Tschumi
- 2014 : Junge Schweizer Architekten
- 2013 : Luginsland. Architektur mit Aussicht
- 2012 : City Inc.
- 2011 : The Object of Zionism
- 2010 : Richard Neutra
- 2009 : Madelon Vriesendorp
- 2008 : Balkanology